# Коарак
Коарак (фр. Coirac) насеље је и општина у југозападној Француској у региону Аквитанија, у департману Жиронда која припада префектури Лангон.
По подацима из 2011. године у општини је живело 213 становника, а густина насељености је износила 36,98 становника/km². Општина се простире на површини од 5,76 km². Налази се на средњој надморској висини од 66 метара (максималној 91 m, а минималној 48 m).

## Демографија
| 1962. | 1968. | 1975. | 1982. | 1990. | 1999. | 2011. |
| ----- | ----- | ----- | ----- | ----- | ----- | ----- |
| 164   | 175   | 165   | 157   | 164   | 179   | 213   |

График промене броја становника у току последњих година